# Tommy Gun (singolo)
Tommy Gun fu il settimo singolo del gruppo punk inglese The Clash, ed il primo estratto dal secondo album Give 'Em Enough Rope.

## Descrizione
Il titolo è un riferimento al mitra Thompson Submachine Gun.
Joe Strummer disse che aveva avuto l'ispirazione per la canzone pensando ai terroristi, ed al fatto che probabilmente gli stessi si divertissero a leggere gli articoli che trattavano delle loro azioni molto più degli attori che leggono una recensione su un film che hanno interpretato. Topper Headon simula il suono degli spari che si sentono in un gangster movie e le chitarre sono piene di distorsione e feedback; il testo sarcastico di Strummer condanna la violenza invece di perdonarla.

## Tracce
1. Tommy Gun - (Jones, Strummer) - 3:16
2. 1-2 Crush on You - (Headon, Jones, Simonon, Strummer) - 2:59

## Formazione
- Joe Strummer - voce, chitarra
- Mick Jones - chitarra solista, voce
- Paul Simonon - basso, voce
- Topper Headon - batteria